# Gnopholeon delicatulus
Gnopholeon delicatulus is een insect uit de familie van de mierenleeuwen (Myrmeleontidae), die tot de orde netvleugeligen (Neuroptera) behoort. 
Gnopholeon delicatulus is voor het eerst wetenschappelijk beschreven door Currie in 1903.